# SS-GB (serial)
SS-GB este un serial dramatic britanic din 2017  produs pentru BBC. Este bazat pe romanul omonim din 1978 scris de Len Deighton. Are loc în 1941 într-o linie alternativă a timpului în care Germania Nazistă a câștigat  Bătălia Angliei și a ocupat mare parte din Regatul Unit. A fost realizat un prim sezon cu 5 episoade.

## Prezentare
Povestea este o istorie alternativă a lumii în care puterile Axei au câștigat cel de-al doilea război mondial. Regele George al VI-lea este deținut de SS în Turnul Londrei, iar Winston Churchill a fost executat la Berlin după ce a fost judecat de o curte marțială.
Detectivul britanic de omucideri, Douglas Archer, în timpul monitorizării unui caz de rutină descoperă o rețea de intrigi legate de cercetare armelor atomice secrete britanice. Organizația germană cunoscută sub numele de Abwehr vrea să obțină aceste cercetări.

## Pre-producție
În noiembrie 2014 s-a anunțat că BBC a angajat scenariștii Neal Purvis și Robert Wade pentru a ecraniza romanul lui Len Deighton SS-GB.
În august 2015 a fost dezvăluit că Sam Riley este în negocieri pentru a juca rolul principal al serialului, detectivul  superintendent Douglas Archer de la Scotland Yard. Distribuția lui Riley în rolul principal a fost confirmată la sfârșitul lunii septembrie 2015.

## Producție
Producția a început în octombrie 2015 și s-a terminat în ianuarie 2016. Serialul a fost produs de Sid Gentle Films Ltd.

## Distribuție

### PersonajeAliateși dinRezistență
- Sam Riley - Detectiv Superintendent Douglas Archer[5]
- Kate Bosworth - Barbara Barga[5]
- James Cosmo - Detectiv Sergent Harry Woods[5]
- Maeve Dermody - Sylvia Manning[5]
- Jason Flemyng - George Mayhew[5]
- Aneurin Barnard - Police Constable Jimmy Dunn[5]
- James Northcote - Dr John Spode [6]

### Personaje Germane
- Lars Eidinger - Standartenführer (colonelul) Schutzstaffel Dr Oskar Huth[5]
- Rainer Bock - Gruppenführer (General maior) Fritz Kellermann, ofițer SD și șeful forțelor de poliție din Marea Britanie[5]

## Primire
Serialul a avut parte de recenzii împărțite, criticile principale se referă la calitatea sunetului și la unele dialoguri indescifrabile.

## Episoade

### Seria 1 (2017)
| Nr. în serial | Nr. în serie | Titlu        | Regizat de        | Scris de                   | Data difuzării    | UK telespectatori (milioane) |
| ------------- | ------------ | ------------ | ----------------- | -------------------------- | ----------------- | ---------------------------- |
| 1             | 1            | „Episodul 1” | Philipp Kadelbach | Neal Purvis și Robert Wade | 19 februarie 2017 | 8,68                         |
| 2             | 2            | „Episodul 2” | Philipp Kadelbach | Neal Purvis și Robert Wade | 26 februarie 2017 | 5,54                         |
| 3             | 3            | „Episodul 3” | Philipp Kadelbach | Neal Purvis și Robert Wade | 5 martie 2017     | 4,28                         |
| 4             | 4            | „Episode 4”  | Philipp Kadelbach | Neal Purvis și Robert Wade | 12 martie 2017    | 3,79                         |
| 5             | 5            | „Episode 5”  | Philipp Kadelbach | Neal Purvis și Robert Wade | 19 martie 2017    | 3,54                         |

## Vezi și
- Omul din castelul înalt (serial TV bazat pe romanul Omul din castelul înalt)
- Fatherland
- Victoria Axei în Al Doilea Război Mondial
- Ucronie